# Good Morning Starshine
"Good Morning Starshine" is een nummer uit de musical Hair uit 1967. In 1969 werd het gecoverd door de Amerikaanse zanger Oliver voor zijn gelijknamige debuutalbum. In mei van dat jaar werd het uitgebracht als de eerste single van het album.

## Achtergrond
"Good Morning Starshine" is geschreven door James Rado, Gerome Ragni en Galt MacDermot. Het komt voor in de tweede akte van de musical Hair, waarin het wordt gezongen door het personage Sheila. Het nummer staat bekend om het refrein, dat voornamelijk uit onzinteksten als "Glibby gloop gloopy" en "nibby nabby noopy" bestaat.
In 1969 kwam de Amerikaanse zanger Oliver in aanraking met "Good Morning Starshine" toen hij het opnam voor zijn gelijknamige debuutalbum, geproduceerd door Bob Crewe. Hij had een wereldwijde hit met zijn versie. Het kwam tot de derde plaats in de Amerikaanse Billboard Hot 100 en de zesde plaats in de Britse UK Singles Chart, terwijl het in Canada een nummer 1-hit werd. Ook in onder meer Australië, Ierland, Noorwegen en Zuid-Afrika werd de top 10 gehaald. In Nederland piekte de single op de dertiende plaats in de Top 40 en de twaalfde plaats in de Hilversum 3 Top 30, terwijl in Vlaanderen de twintigste positie in een voorloper van de Ultratop 50 werd gehaald.
"Good Morning Starshine" is ook opgenomen door onder meer Sarah Brightman, Gary Lewis & the Playboys, Hugo Montenegro, Elaine Paige, Björn Skifs (in het Zweeds als "God morgon stjärnljus"), Strawberry Alarm Clock, Roger Whittaker en Andy Williams met The Osmond Brothers

## Hitnoteringen
Alle hitnoteringen zijn behaald door de versie van Oliver.

### Nederlandse Top 40
| Hitnotering: 16-08-1969 t/m 27-09-1969 | Hitnotering: 16-08-1969 t/m 27-09-1969 | Hitnotering: 16-08-1969 t/m 27-09-1969 | Hitnotering: 16-08-1969 t/m 27-09-1969 | Hitnotering: 16-08-1969 t/m 27-09-1969 | Hitnotering: 16-08-1969 t/m 27-09-1969 | Hitnotering: 16-08-1969 t/m 27-09-1969 | Hitnotering: 16-08-1969 t/m 27-09-1969 | Hitnotering: 16-08-1969 t/m 27-09-1969 |
| Week                                   | 1                                      | 2                                      | 3                                      | 4                                      | 5                                      | 6                                      | 7                                      |                                        |
| -------------------------------------- | -------------------------------------- | -------------------------------------- | -------------------------------------- | -------------------------------------- | -------------------------------------- | -------------------------------------- | -------------------------------------- | -------------------------------------- |
| Nummer                                 | 29                                     | 15                                     | 13                                     | 14                                     | 18                                     | 20                                     | 37                                     | uit                                    |

### Hilversum 3 Top 30
| Hitnotering: 23-08-1969 t/m 27-09-1969 | Hitnotering: 23-08-1969 t/m 27-09-1969 | Hitnotering: 23-08-1969 t/m 27-09-1969 | Hitnotering: 23-08-1969 t/m 27-09-1969 | Hitnotering: 23-08-1969 t/m 27-09-1969 | Hitnotering: 23-08-1969 t/m 27-09-1969 | Hitnotering: 23-08-1969 t/m 27-09-1969 | Hitnotering: 23-08-1969 t/m 27-09-1969 |
| Week                                   | 1                                      | 2                                      | 3                                      | 4                                      | 5                                      | 6                                      |                                        |
| -------------------------------------- | -------------------------------------- | -------------------------------------- | -------------------------------------- | -------------------------------------- | -------------------------------------- | -------------------------------------- | -------------------------------------- |
| Nummer                                 | 16                                     | 12                                     | 12                                     | 16                                     | 19                                     | 30                                     | uit                                    |

### NPO Radio 2 Top 2000
| Nummer met noteringen in de NPO Radio 2 Top 2000 | '00  | '01  | '02 |
| ------------------------------------------------ | ---- | ---- | --- |
| Good Morning Starshine                           | 1933 | 1992 | 912 |

1. ↑  Een vetgedrukt getal geeft de hoogste notering aan.
2. ↑  2000 was het eerste jaar met een notering voor dit nummer.
3. ↑  Deze tabel is bijgewerkt tot en met de laatste editie (2024).